# سعيد فائق عباسي
سعيد فائق عباسي يانيق (بالتركية: Sait Faik Abasıyanık) ولد في (18 نوفمبر أو  22 نوفمبر أو 23 نوفمبر  1906 (6 شوال 1324 هـ)) في سقاريا أيام الدولة العثمانية وتوفي في 11 مايو 1954 (9 رمضان 1373 هـ) في إسطنبول. وهو كاتب قصص، وروائي، وشاعر. كما يأتي في مقدمة أمهر القصاصين الأتراك، ويعتبر بإسهاماته التي قام بها في فن القصة نقطة تحول في الأدب التركي في العصر الحالي.
كان سعيد فائق أحد رواد الحكاية التركية الحديثة، وهو أحد الكتاب الأتراك المُبدعين بالتجديدات التي قام بها. وقد هدم تقنيات النص القصصي التقليدي القديم منحازاً إلى الطبيعة والإنسان ببساطة وصدق وأوضح جوانبه الإيجابية والسلبية ببراعة ولغة شعرية قوية. وبينما كان يسير على هذا النهج، لم يكن معظم كتاب فترة ما بعد الجمهورية على اتصال بالتطورات التي في الغرب. ولم يتحركوا وفقاً لأي مفهوم أدبي، ولم يكونوا متبعين لأسلوب واضح.
لم يتجه الكاتب للحديث عن مشاكل المجتمع، إنما كان يتحدث عن مشكلات الفرد، وفي أغلب قصصه بينما كان يكتب عن نفسه حاول فهم حقيقة الإنسان. وكان الكاتب عباسي يانيق في الغالب يتحدث عن الأفراد متوسطي الحال مثل العاطلين عن العمل والصيادين وأصحاب المقاهي. وأمعن النظر في أشكال حياة الناس ومطالبهم وهمومهم ومخاوفهم وسعادتهم، ويصنف ضمن طائفة الكتاب الذين تناولوا الإنسان.
وبدأ سعيد في عقد الثلاثينات بالكتابة وطوال حياته ضمت كتاباته قصص مثل المسؤول المستهتر، والسمكة المراقبة، والسكير المريض بالكبد، والشاعر البذيء، والتاجر المفلس، والكاتب المفلس، والمجتمع الجاهل، وهذه الصفات المذكورة سُطرت بإحساس شاعر. وقد استخدم أسلوبه الخاص في القصص والروايات والتقارير والتراجم. وقد قيل أن الكاتب له أسلوب انفعال لحظي يُذكِرُ بأسلوب رسامي الحوشية والانطباعية 
تأثر عباسي يانيق أثناء تكوين لغته الخاصة بمثل هذه الأسماء اندريه جيد ولوتريامون. وجان جينيه وبعدما طور عباسي يانيق من نفسه راد العديد من الكتاب مثل فريد إدجو وعدالت آغا أوغلي ودمير أوزلو.
حُول منزله الذي في جزيرة البورجاز إلى متحف على إثر وفاته، وتمنح جائزة القصة كل عام باسم الكاتب.

## حياته

### الطفولة والتعليم
ولد سعيد فائق في 18 نوفمبر عام 1906 في منزل جده سيد الذي يقع في حي سمرجيلر في محافظة آدابازاري. ووالده محمد فائق كان يعمل في تجارة الأخشاب وخشب ألواح الجوز أما أمه مقبوله هانم فكانت بنت رجل من وجهاء المدينة وهو الحاج رضا افندي. وقد كان جده سيد أغا يدير مقهى جمعت قيادات آدابازارى. وخلال حرب الاستقلال التركية تولى والده منصب رئيس بلدية آدابازارى لمدة سنة واحدة وحصل على وسام الاستقلال مقابل خدماته. وكان عمه أحمد فائق مثل والده رئيساً لبلدية آدابازاري ثم عمل كعضو في البرلمان بعد ذلك. وعندما ولد سعيد فايق سُمي محمد سعيد وبعد سنوات ترك اسم محمد وبدأ استخدام اسم سعيد فائق. وعند صدور قانون الألقاب أخذ سعيد فائق لقب عباسي يانيق برغبته وكان لقب عائلته عباسي زاده أو أبناء عباسي.
وفي عام 1910 عُين والد سعيد فائق كاتب تحريرات وانتقل إلى مدينة قره مرسل. عاشت العائلة هناك لمدة ثلاث سنوات ثم عادت إلى آدابازارى عام 1913. أنهى الكاتب تعليمه الابتدائي في مدرسة خاصة تسمى رحبر التراكي. وهذه المدراس كان تسمى في المدينة مدرسة الكفار وذلك لأنها كانت تقدم التعليم باللغات الأجنبية. وكان سعيد فايق سيكتب بعد ذلك عن طفولته أنه «ولد مشاغب من عامة الشعب (برجوازي)». وكان أصدقاؤه يُطلقون عليه لقب مانشوكو العباسي. وفي أثناء دراسة العباسي الابتدائية انفصل والديه نتيجة وقوع البغضاء بينهما. وظل سعيد فائق مع والده لمدة ثلاث سنوات ونصف بعد انفصالهما. وبعد الانتهاء من دراسته في مدرسة رحبر التراكي انتقل إلى إعدادية آدابازارى. وفي عام 1920 توقف التعليم بسبب الاحتلال اليوناني. وعاش في هذه الفترة مع أقاربه أولًا في دوزجة ثم في بولو، وفي النهاية في الخندق في سقاريا. وقد انتقلت الأسرة إلى إسطنبول في عام 1924 إلى بيت رقم 7 في شارع مسجد الكرز منطقة شاهزاده التي تقع في منطقة بوزدوغان من أجل إتمام تعليم ابنهم الثانوي. وبدأ سعيد فايق الدراسة في مدرسة إسطنبول الثانوية للبنين.
وقد استمر في تلك المدرسة حتى الصف العاشر ثم طُرد هو وواحد وأربعين من أصدقائه من المدرسة لوضعهم إبرة تحت كرسي معلم اللغة العربية سيد صالح أفندي وأكمل تعليمه في مدرسة بورصه الثانوية للبنين واستمر فيها حتى الصف العاشر. وأول قصة كتبها في هذه المدرسة «المنديل الحريري» في واجب مادة الأدب. وكتب ثانية في بورصه حكايات الربيع والطائرات الورقية. وصف حقي سهى جزجين سعيد فائق في ثانوية بورصة بأنه «شارد الذهن وهادئ في الفصل ووحيد في الحديقة.» ولم تكن حياته التعليمية لامعة بسبب التخلف الذي في التعليم الثانوي وعدم رغبته الشخصية في ذلك.
عندما أكمل دراسته الثانوية عام 1928 عاد إلى إسطنبول واستمر في اجتهاداته الكتابية هناك وكان يرسل أشعاره وحكاياته التي يكتبها إلى مجلات وجرائد مختلفة، وفي نهاية نفس العام التحق بكلية الآداب جامعة إسطنبول واستمر فيها لمدة عامين ثم تركها بسبب رغبته في تعلم اللغة الأويغورية. وفي 9 ديسمبر عام 1929 نُشرت حكايته الطائرات الورقية في جريدة ملليت. وكان يتجول كثيراً في «بك أوغلي» في الوقت أثناء دراسته في جامعة إسطنبول وكان يذهب إلى مقاهي «شاه زاده» القريبة من منزله وجامعته، وخلال هذه الأيام بدأ يتعرف على الجو الفني والأدبي. وفيما بين 9 سبتمبر 1930 و23 سبتمبر 1930 نُشرت له عشر حكايات وكتابات في جريدة المستقل ولم يضف الكاتب أي واحدة منها إلى كتبه. ومع بداية طباعته لأعماله لم يفارقه شعار الابتسامة الأليمة على حسب تعبير حسام الدين بوزوك. وفي عام 1931 ذهب إلى مدينة لوزان بسويسرا بناءً على رغبة والده لدراسة الاقتصاد. وغادر هذه المدينة بعد 15 يوم بسبب ضجره منها. وانتقل إلى مدينة غرونوبل بفرنسا. وفي تلك المدينة درس بثانوية شمبليون لكي يتقن اللغة الفرنسية. ثم درس بكلية الآداب جامعة غرينوبل لمدة ثلاث سنوات. وعاش الكاتب أكثر من 3 سنوات بمدينة غرينوبل المشهورة بالصناعات المختلفة والمؤسسات العلمية. وزار هناك في تلك الأيام باريس، وليون، وستراسبورغ. وفي عام 1934 عاد إلى إسطنبول من أوروبا الوسطى عبر نهر الدانوب على رغبةٍ من عائلته بذلك. وانتقلت العائلة من جديد إلى شقة بشارع روملي في مدينة نيشان تاشي.

### أول كتبه وحياته في إسطنبول
بدأ الكاتب بالعمل في مدرسة الأيتام الأرمن في حجي أوغلي بعد عودته إلى إسطنبول في عام 1934. وكان سعيد فائق دائم التأخر في الذهاب إلى المدرسة. وقد خصم منه في أول شهر 13 ليرة لتأخره. وقد أدى عدم القدرة على التحكم في الطلاب إلى مناقشات مع إدارة المدرسة. وقد ترك التعليم بسبب مشاكل الحياة الانضباطية وفتح والده لمتجرٍ لبيع الحبوب. وقد أوضح قائلا:- لقد فهمت أن التدريس لم يكن مناسباً لي مع مرور الأيام.
عمل سعيد فائق مع ابن صديق والده في المتجر الذي أنشئ بالاشتراك بينهما. وبعد ستة أشهر من عمل سعيد فائق في متجر والده سلمه خاوياً. وقد أولي في تلك الأيام أهميةً للكتابة، كما كان يترجم أعمال اندريه جيد، وبعد نشر قصصه التي تألفت من أحداث فرنسية في مجلة الوجود ظهرت أول قصة له باسم براد الشاي من مكتبة رمزي في عام 1936 وبدعم مادي من والده. وبعد ظهور براد الشاي استمر في الكتابة لكن كما كان يقول عن نفسه في أحد الخطابات أنه بسبب الإهمال كان ينسى ما كتبه مشتتاً في الأنحاء. وقد شعر بالانكسار والحزن عندما لم تلق كتابته أي اهتمام.
وفي تلك الأيام استدعي إلى الجيش، وأعفي بفضل التقرير الذي حصل عليه من مستشفى الأمراض العصبية. وقد علق ياشار نابي الذي وافق على وجود هذا التقرير بقوله "لم يقم سعيد فائق بالخدمة العسكرية، كما ضمن خروجه من الجيش بهذا التقرير، ولا أعلم إذا ما كان يستند على حقيقة طبية أم لا. ويعرف أن سعيد فائق قد أخرج التقرير من جيبه وأظهره لعزيز نيسين أثناء إحدى المشاجرات حول التقرير.
وفي عام 1936 سافر للمرة الثانية خارج البلاد وذهب إلى مرسيليا، وبعد قضاء ثمانية عشر يوماً في هذه المدينة عاد إلى إسطنبول مرة أخرى. وفي عام 1938 اشترى والده القصر رقم 15 في جزيرة البورجاز في شارع تشاير (المرج)، وانتقلت العائلة إلى هذا القصر. وتوفي السيد محمد فائق في 29 أكتوبر عام 1938 في جزيرة البورجاز بسبب الالتهاب الشعبي. وبعد وفاة والده بدأ سعيد فائق بالعيش صيفاً في جزيرة البورجاز، وشتاءً في شقق نيشان تاشي.
صدر كتاب عباسي يانيق الثاني الصهريج المكون من 16 حكاية من مكتبة (تشيغر) في عام 1939. وهذا الكتاب مثل كتابه الأول (براد الشاي) شرح فيه طفولته التي قضاها في آدابازري وبورصة وما شاهده في حياته في إسطنبول وخارج البلاد.

### الدعوى القضائية التي رفعت ضده
في عام 1940 كان إصدار سعيد فائق لقصته الثالثة كتاب المطرقة وهي على العكس من كتابيه السابقين لم يجعل فيها مساحة للأحداث التي شاهدها في فرنسا. وفي هذا الكتاب أعطى الكاتب مساحة لقصة العثرة، وتقديم الشعب لمحاكمات عسكرية بتهمة كره الجيش. وقد نشرت هذه القصة أول مرة في 22 مارس عام 1937 في مجلة القرن، أما المرة الثانية فكانت في 15 من يونيو عام 1940 في مجلة الوجود. وفي العاشر من أيلول عام 1940 ذهب إلى أنقرة ليحاكم. وبقدر حزن أمه مقبولة هانم فلم تتركه وحيداً حتى تسقط المحاكمة. وفي تلك الفترة أيضا كتب أورخان ولي قانيق إلى صديقه عباسي يانيق خطاب دعم قائلا «في هذه الأثناء وجدت قصة العثرة وقرأتها ووضعت في عقلي أن هذه القصة ستخرجك، قصة رائعة عزيزي». وفي هذه الفترة أيضا قام ياشار نبي ناير صاحب مجلة الوجود بالاتصال بالمحامي منير باشا لأجل إيجاد دعم لسعيد فائق.
أما بيامى صفا أول مشيد بكتاب عباسي يانيق بعد هذه الأحداث اتهمه بالماركسية. وقد علق ياشار نابي الذي سمع بهذا الاتهام أن بيامي صفا يضيف ذنباً جديداً على ذنوبه الأدبية. وفي النهاية تم تبرئة الكاتب من الاتهام. ولكن بعد هذه الأحداث رفضت أمه أن يداوم على الكتابة ورغبت في أن يبحث عن عمل آخر مدعيةً أن الكتابة لم تجلب له سوى المصائب.

### أعماله التالية وجمع رواياته
ظل سعيد فائق مدة طويلة لم يصدر كُتباً بسبب تأثير قصة العثرة على الحكم وإنهاك هذه الأحداث لأمه. وفي الفترة ما بين 28 أبريل عام 1942 و31 مايو عام 1942 عمل سعيد فائق كمراسل في جريدة تسمى الخبر وفي المساء عمل في جريدة البوسطة. وكان يذهب إلى المحاكم لكتابة التقارير والتحقيق فيها ونشرها في عواميد صحفية. تحمل عباسي يانيق هذا العمل شهراً واحداً، وكتب 28 تقريراً. وفي عام 1956 جمع في كتابه المسمى باب المحكمة كتاباته التي كتبت بجمال كالقصص وتم نشرها في مجلة الوجود. وعلى الرغم من أنه لم يكتب كثيراً في الفترة ما بين أعوام 1941 و1948 إلا أنه نشرت له قصص في المجلات مثل المتنزه، والشرق الكبير، والشباب الثوري، وثروة الفنون. وقبل أن يعمل الكاتب مراسلا في الفترة ما بين 4 أكتوبر 1940 إلى 21 فبراير عام 1941 نشر عدة أنواع من الناس على هيئة 19 قسم في مجلة المجموعة الجديدة. وهذا العمل كان مسلسلاً بين 75 إلى 95 عددا، وفي عام 1944 قرر طباعته ككتاب. لكن لم يرغب أي ناشر بنشره، واستطاع الكاتب نشره بالمال الذي أخذه من أمه. وفي هذا الموضوع قام أصحاب مكتبة النهضة أجوب أراد وبرهان أرباض بمساعدته. وصودرت بعد ذلك بوقت قصير من قبل مجلس الوزراء. واستعمل سعيد فائق اسم صائد سمك لحكايته عندما نشرها في جريدة الزمان أول مرة بدلاً من عدة أنواع من الناس. ووفقاً لما قاله الكاتب حقي سها جزجين فإنه أُحب بهذا التعبير. وفي عام 1951 من جديد وبينما كان يطبع كتابه المسمى الأشخاص المستقلون من قبل مطبعة الوجود قام بتغير في اسم روايته السابقة عدة أنواع من الناس لتصبح غزال الربيع. ولم يستطع أن يبيع سوى 99 عدداً من الطبعة الأولى لعدة أنواع من الناس. وتباطأت الحياة الكتابية للكاتب مرة أخرى بعد أحداث العثرة عندما جمعت عدة أنواع من الناس بسبب بلاغٍ كاذب. ونشرت له قصص قليلة جداً، وفي تلك الأيام إن لم يكن يصطاد السمك لظل بلا عمل. وكان يذهب في تلك الفترة باستمرار إلى بايوغلو وكان يسكن في شقة من المنازل التي في منطقة شيشلي التي في شارع سوق البرجار الذي أصبح اسمه فيما بعد ناقية الجون. وعندما سأم حياة العزوبية رجع إلى الجزيرة إلى جانب أمه. وكانت تلك الفترة من الوحدة والغم لها تأثيرٌ عليه.، وظهر هذا التأثير في إحدى حكاياته التي نشرت في عام 1948 باسم الرجل عديم الجدوى. وفي أول أيام كتابته لهذه الحكاية لم يجد لها اسماً، وبقراءة ياشار نابي ناير لهذه الحكاية اقترح عليه الرجل عديم الجدوى والذي سمعه من صباح الدين علي قبل ذلك. وأعجب سعيد فائق بهذا الاسم كثيراً واستخدمه لحكايته.

### مرضه وآخر أعماله وموته

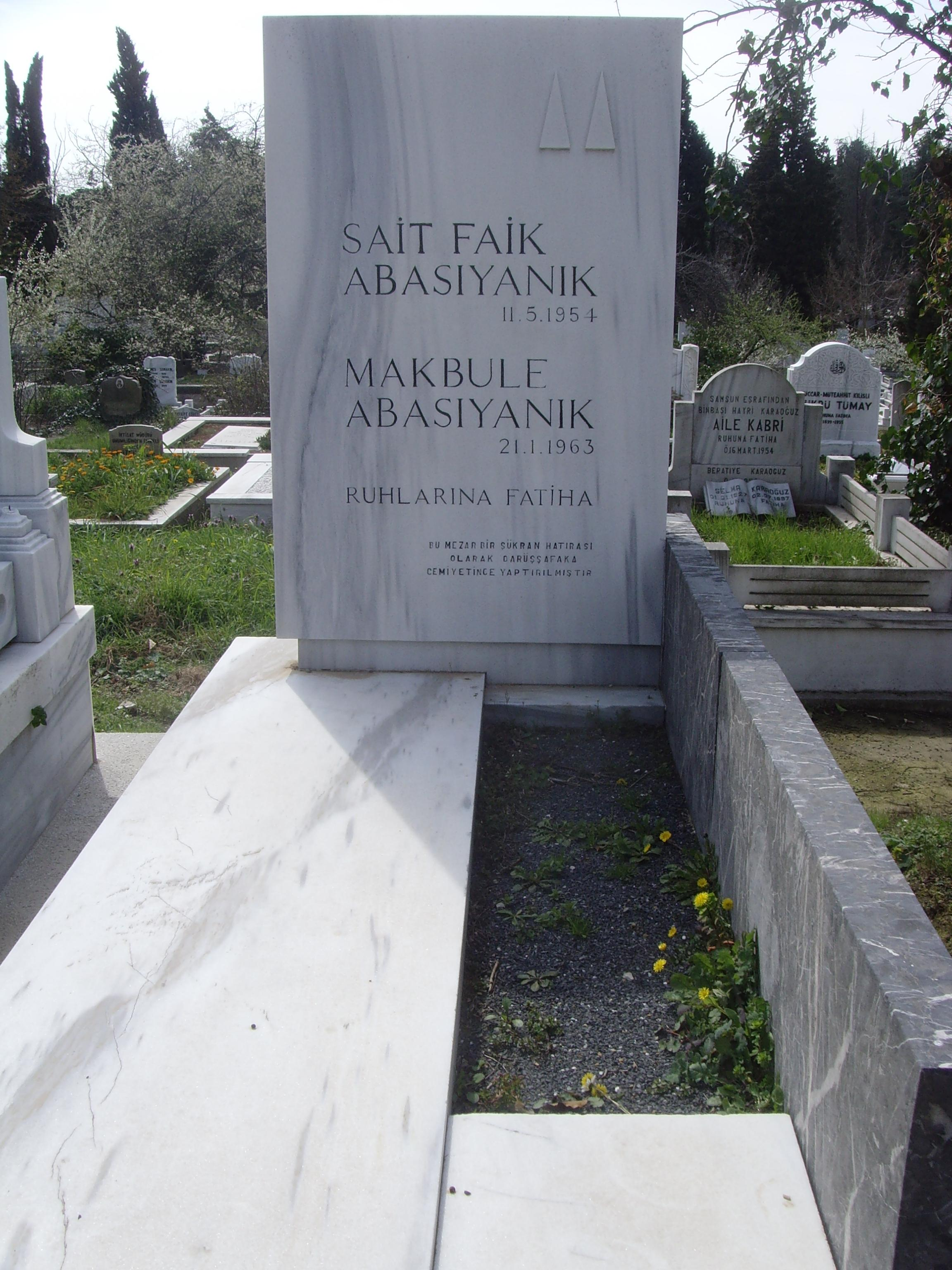
قبر سعيد فائق

علم الكاتب في عام 1948 بإصابته بالتليف الكبدي. وكانت علامته بدأت في الظهور في منتصف عام 1947. ووفقاً لما قاله مصطفى رشيد عباسي يانيق ابن عم سعيد فائق فإن أنف سعيد فائق بدأت تنزف دماً من آنٍ لآخر في عام 1947، وفي ذلك الوقت كشف عليه صديقه الكاتب الدكتور فكرت أورجوب، وظهرت إصابته بالتليف الكبدي. وعلى إثر ذلك ترك شرب الخمر وبدأ يتبع حمية غذائية. وبين الفينة والفينة عمل على التخلص من المصائب والمشاكل المهلكة التي تواجهه. وعلى الرغم من ذهابه الدائم للأطباء إلا أن المرض قد ازداد سوءاً، وفي عام 1951 ذهب إلى فرنسا وقرر التداوي هناك. وفي 31 يناير عام 1951 دعمه عمه أوغلي صامت أغا في الذهاب إلى باريس، ولكنه بقي خمسة أيام هناك وخاف من تكلفة العلاج والموت بعيداً عن إسطنبول فقفل عائداً. وبعد ذلك أراد عمه أن يعود إلى باريس بعد أن قال الأطباء أنه يجب أن يظل في السرير ليتلقى علاجه فخاف وذعر. وعندما قال الأطباء الباريسيون لسعيد فائق أنه يجب أخذ فحص من الكبد ارتعب. وبضغط من أمه عاد مرة أخرى إلى باريس للتداوي وحافظ على ذلك إلى وفاته.
بعد رحلته إلى باريس وقع في فقدان أمل وتعاسة شديدة، وفي الوقت نفسه بدأ عباسي يانيق في أعظم أيامه المهنية في الكتابة في تلك الأيام. وفي نفس السنة نشرت كتبه المسماة غيمة في الهواء والشركة ورأس الحوض. وبدأ في كتاباته بالنظر إلى موضوع الموت، وتباطأ في أول الأمر في ذهابه إلى معارض الصور، ومجالس الشعر والمسرح، وبدأ يكره إسطنبول التي أحبها كثيراً. وفي عام 1952 نشرت رواية الطائر الأخير. وفي عام 1953 مُنح العضوية الفخرية من جمعية مارك تون في الولايات المتحدة الأمريكية بسبب إسهاماته في الأدب المعاصر. ومن المعلوم أن هذه الجائزة أعطيت قبل سعيد فائق إلى مصطفى كمال أتاتورك وقد اعترض عليها بعض الأشخاص لكن سعيد فائق سُرَّ بهذه الجائزة. ووفقاً لما أوضحه وداد جون يول فإن خالدة أديب عضو جمعية مارك تون كانت تبحث في تركيا عمن يمكن أن يحصل على الجائزة قال هذا الشخص يمكن أن يكون سعيد فائق. فقاموا بالبحث والتحري في هذا الموضوع وفي عام 1953 وجدوا أن الكاتب يستحق هذه الجائزة. ومن جديد نشر رواية البحث عن الغائب وكتابة الشعري الآن وقت مبادلة الحب في عام 1953، أما في عام 1954 فقد نشر كتاب ثعبان في جبل ألما وكتاب الحرص على الحياة المترجم عن جورج سيمنون.
وفي الثالث والعشرين من شهر يناير من عام 1953 حصل على جواز سفر لكي يذهب إلى باريس مرة أخرى. ولكنه لم يستخدم جواز السفر أبداً. وقبل موته بفترة قصيرة تقابل في جزيرة البورجاز مع نورالله أطاش ووجد سعيد فائق مريضاً جداً ويبدوا شاحباً، حتى أن شفتيه كانتا جافتين. وحجز في مستشفى في شيشلي في مرمرة بسبب أزمة نزيف المريء التي عاشها في الخامس من مايو عام 1954. ومع استمرار الأزمة خمسة أيام توجب نقل الدم إلى الكاتب. وعلى الرغم من كل المحاولات إلا أن الكاتب توفي في هذه المستشفى في إسطنبول في ليلة العاشر وصباح الحادي عشر من مايو في الساعة 2:35. وكانت جنازته في الثاني عشر من مايو عام 1954 وخرجت من جامع شيشلي إلى مقابر قرية زينجرليك. وقد تم تنفيذ وصية سعيد فائق بأن يمر نعشه أثناء الذهاب به إلى المقابر من أمام المنازل التي في شارع قراغي.

## شخصيته
يعتبر سعيد فائق واحداً من المبدعين الذين بين أعمالهم وشخصيتهم علاقة قريبة. وكان الكاتب طوال حياته يريد أن يوفر انسجاماً في محيطه بسبب شكايته الدائمة من كل شيء. وكان الكاتب يظهر الجوانب الجيدة في أبطال قصصه ويتجنب النواحي السلبية، وكان يقول أنه يرغب في الوصول إلى المثالية. أما أمه السيدة مقبولة فكانت تكره البهرجة، وكان في دولابها كل شيء وحال العائلة كان جيداً، لكن أكثر ما كان يملكه الكاتب قبعة وبنطلون ويقضي متعته مع الصيادين. وأما ياشار نابي فقد قال في حقه أنه ليس من المترفين. وكان لا يحب الذي يحاولون الاستعلاء على الناس، ولا يشعر بأنه أحسن من أحد ومثل كل الناس، وكان هذا أمر فطري فيه منذ ولادته. وقد كتب الدكتور فكرت أورجوب خصائص سعيد فائق النفسية، وأوضح أن شخصيته كانت تستند على نقطتين مهمتين. أولهما أن أمه هي التي كانت تهتم به، على العكس من والده الذي كان لا يكترث له. ومن حياء الكاتب وخجله لم يُرد أن يوضح ذلك أو يذكره في حكايته أو يخبر به أي شخص في محيطه. ولكنه كان دائماً يعيش في صراع نفسي. إلا أن أمه كانت تحميه طوال حياته، وفي نفس الوقت كان من الواضح أن الكاتب يقف عائقاً أمام تطوير نفسه. وكان عباسي يانيق لا يحب المدح بقدر كرهه للتهكم والسخرية، وعندما يبدأ أحدُ بمدحه يتشاجر معه ويترك المكان. وقد قال فكرت أورجوب أنه إذا ما نظرنا لأعمال الكاتب تجد أنه كان يعمل على فهم وشرح المنبوذين من المجتمع مثل السارقين والمنحرفين جنسيا من أفراد المجتمع والدفاع عنهم.

## حياته الخاصة

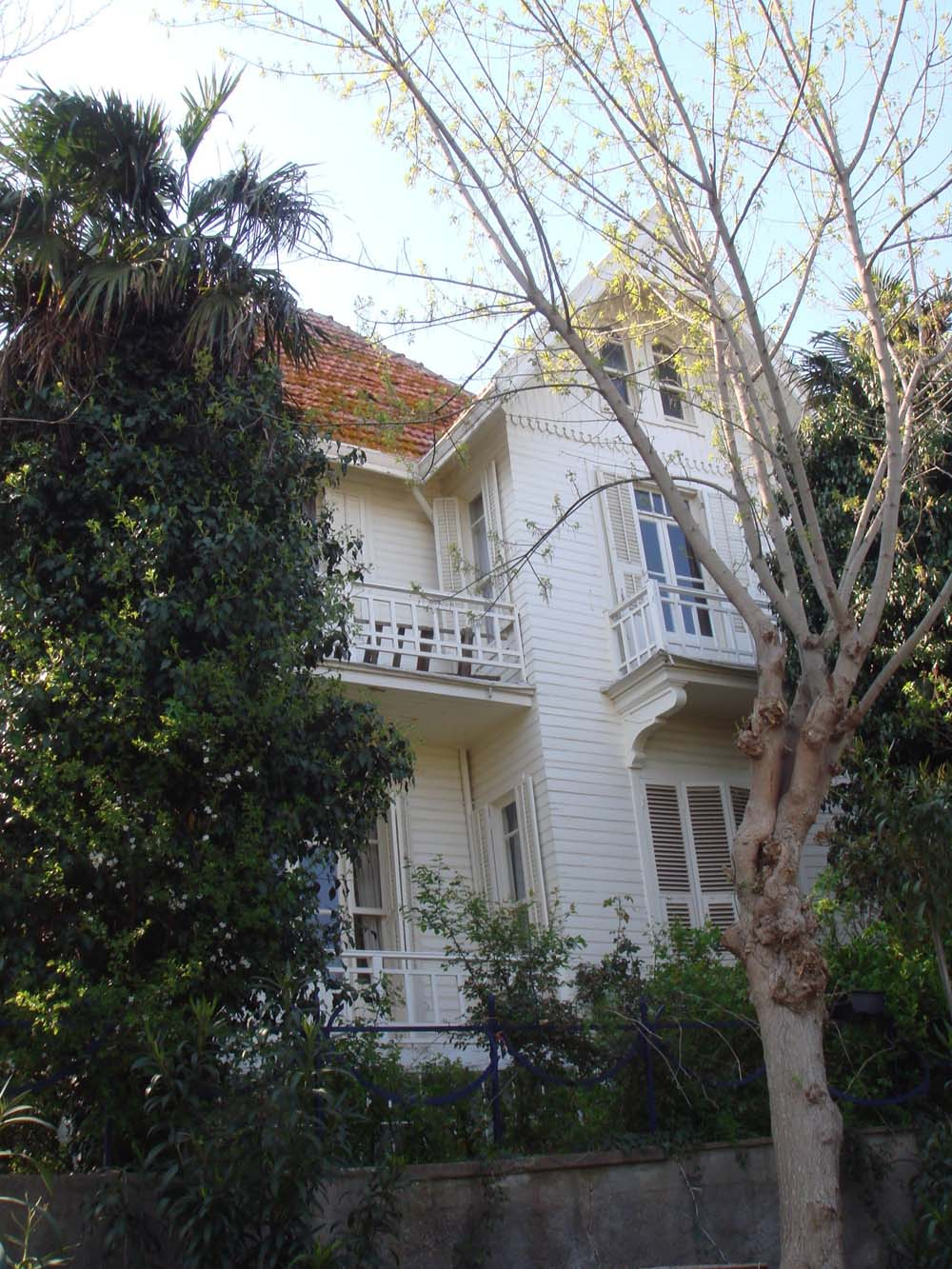
منزل سعيد فائق في جزيرة البورجاز

كان أهم شخص في حياة سعيد فائق هي أمه. وظل يعيش مع أمه إلى وفاته. وكان لسبب فطري لا يقيم صداقة طويلة مع أحد ولكنه يعرف كل الناس. وفي جزيرة البورجاز كان صديقا للصيادين والتجار، أما من عالم الفن كان من أصدقائه حسام الدين بوزوق، وأوزدمير عاصف، وأورخان كمال، ومجيب أفلو أغلو، وعدالت جيم جوز، وأوكتاي اقبال، والهان برك، وأورخان والي، وطارق بوغرا، وأبيدين دينو ودائماً ما يكون معهم. لم يتزوج سعيد فائق ولكنه اقترب من الزواج من ثلاث نساء. ولم توافق أمه على الزواج الأول، ورُفض في العرض الثاني، أما الثالث فكان بطلب من أمه ولكنها خطوبة استمرت شهراً واحداً فقط. وقد أوضح صديقه وداد جون يول أن الكاتب الذي لم يرغب في شرح حياته الخاصة فإنه أوضح في قصصه أنه شاذ جنسياً. وقد قال وداد جون يول أن الكاتب أخفى شذوذه الجنسي عن الأوساط الفنية حتي لا يفقد اعتباره أمام الشعب. أما فتحي ناجي الذي اشترك مع جون يول في هذا التوضيح أكد أثناء تقيمه للقصص التي كتبها الكاتب مع اقتراب موته ظهور مثليته، وأكد أيضاً أنه في آخر فترة من حياته غير نمط حكاياته حتى يستطيع أن يقول ما يراه لكنه تراجع عن رغبته الحقيقية في توضيح ذلك.

## أعماله

### قصصه
يمكن دراسة قصص عباسي يانيق علي ثلاث مراحل. الفترة الأولي من عام 1936 إلى عام 1940. وفي عام 1948 من نشر كتاب الرجل عديم الجدوى إلى الطيور الأخيرة، أما الفترة الثالثة فهي من بعد هذا الكتاب إلى وفاته، ويمكن أخذ كتاب ثعبان في جبل ألما كمثال.

#### العصر الأول
تعتبر قصة براد الشاي (1936) وقصة الصهريج (1939) وقصة المطرقة (1940) اللاتي كتبهن سعيد فائق المرحلة الأولى للقصة القصيرة. وفي عام 1948 وبعد ثمان سنوات من كتابه الثالث أصدر الكاتب قصة الرجل عديم المنفعة. وفي هذه الفترة الانتقالية حدثت تغيرات كبيرة لعباسي يانيق من حيث اللغة والأسلوب وأبطال القصة والمكان. بالإضافة إلى أن نفس مفهوم الحرية والأخلاق وموقفه تجاه ممنوعات المجتمع وضغوطه لم تبقَ كما هي.
من السمات المشتركة في المرحلة الأولى في قصص الكاتب حب الإنسان. وفي أول قصة لسعيد فائق نجده يغضب من الأغنياء ويمدح العمال. ويعكس الشخصيات بشكل عام. وقد اختار الأنماط التي شرحها في قصص من البشر الذين يمكن أن يقابلهم باستمرار في المجتمع، وبينما كان ذلك يقربه من الكتاب أمثال يعقوب قدري قره عثمان أوغلي وعمر سيف الدين حتيقوه ورفيق خالد كاراى من ناحية فقد ارتبط من الناحية الأخرى بالواقعية الاجتماعية التي كان صباح الدين علي رائداً فيها. فكر الكاتب أن يتجه إلى عالم الإنسان الصغير ولكنه لم يكن قد قرأ الأعمال العلمية. وكان الكاتب يشرح سعادة الناس البسطاء الذين لا يتشاجرون ولا يشتكون ويحاولون أن يكونوا سعداء ولا يشرح حياة البسطاء التعساء العاطلين عن العمل. ولهذا السبب فإن الواقعية عند عباسي يانيق هي واقعية الحواس الخمس. ومرة أخرى وفقاً لطاهر الانجو «فإن سعيد فائق هو أول من تحدث في الأدب التركي عن البسطاء، وبفضله نشأ تيار أدبي قوي يتحدث عنهم». وفي تلك الفترة الأولى تخلص عباسي يانيق من فكرة أن الفقراء هم الطيبون واتجه إلى حب جميع الناس. وبدأ بعد هذه المرحلة بشرح قصص الناس الصالحين وكيف كان يحبهم. وتقرب الكاتب الذي أسر حب الكون من جميع الناس بشكل رائع ودون تمييز بغض النظر عن اللغة والدين والملة. وأفضل مثال على ذلك أن الكاتب كان يتجول باستمرار من أجل التعرف على عالم الذين يحبهم في قصصه التي في قصة الحفار.
تظهر الأحداث في هذه القصة حدوث تغير في الأماكن. وفي تلك الفترة نُشرت له 3 كتب تحتوى على 54 حكاية، من بينها 16 حكاية تدور أحداثها بالمدينة، و12 حكاية بجزيرة بورجاز، و8 حكايات بالقرية، و8 حكايات بمناطق أخرى مختلفة، و6 حكايات في الأحياء، واثنين بالسفينة، وواحدة بالقطار، وواحدة بالمدرسة. كما كان هناك اعتقاد سائد بأنه توجد أخطاء في اللغة التركية بقصص سعيد فائق. حيث وجد في هذه الفترة بكتاب الصهريج أربعة أخطاء، وبكتاب براد الشاي خطئين، وأما في كتاب الحفار خطأ واحد.
أغلب بِنيات الجمل في قصصه في تلك الفترة كلاسيكية. وكما لم يعرف الكاتب عن نفسه في تلك الفترة، فإنه في الغالب أيضاً لم يستفد من حيوية لغة الحديث في التعبير. ومع ذلك توجد استثناءات لتلك الحالة. أما في الفترة الثانية فعلى الرغم من لغته الروائية الحماسية وهوسه الشعري القليل إلا أنهما لوحظا في قصص الفترة الأولى.

#### العصر الأوسط
في عام 1948 ومع انتشار قصة «رجل بلا جدوى» بدأت فترة العصر الأوسط الروائية. واستمرت هذه الفترة حتى انتشار «الطيور الأخيرة». وحدث أكبر تغير في لغة سعيد فائق في هذه الفترة، وبدأ الكاتب يؤلف بمفهوم القصة الحرة. وقد ضع عباسي يانيق حداً لبنية الجملة الكلاسيكية وبدأ استخدام الجملة المعكوسة واللهجة العامية واستفاد كثيراً من استخدام اللهجة العامية. وقد كانت الأماكن الموجودة في قصص الفترة الأولى مثل قرى الأناضول والمدن التي خارج البلاد قليلة الوجود في هذه الفترة.
لم يعط سعيد فائق مساحة كبيرة لذكرياته الخاصة حول الزمن الذي قضاه بالخارج وأيام طفولته ببورصة وآدابازاري، وكان هذا سبباً لعدم ملاحظة صيغة الزمن الماضي في قصصه. وقد رجح سعيد فائق استخدام الزمن الحالي في أغلب قصص تلك الفترة. أما الخاصية الثانية التي تلفت الانتباه فهي عدم استخدام الكاتب لأداة الربط «و». ويُعتقد أن الكاتب أخذ نور الله أطاش كمثال عند اتباعه لهذه الميزة.
حلت اللامبالاة وبغض المدينة، وخوف الإنسان وفقدان الأمل محل موضوع حب الإنسان الملاحظ في أعماله التي في الفترة الأولى. وسبب فقدان سعيد فائق للأمل وتشائُمه مرتبطٌ بمرض تليف الكبد الذي أدى لوفاته. ويلاحظ انطواء الكاتب على نفسه والحديث عن مشاكله في أعماله التي في تلك الفترة وكان يتحدث عن نفسه في هذه الأعمال على الأغلب. الميزة الأخرى الملاحظة في قصص الكاتب في المرحلة الوسطى أو المرحلة الأخيرة أن أعماله بلغة شعرية. وبخصوص هذا الموضوع علق الكاتب بالآتي: ” تقولون بوجود رائحة الشعر في قصصي. فلقد كتبت أيضا قصيدة أو قصيدتين وقالوا أن فيهم رائحة القصص. وهذا يعني أني لست بروائي ولا شاعر، إنما شيء عجيب بينهما، فاقبلوني كما أنا.“

#### العصر الأخير
انتقل سعيد فائق إلى السريالية في كتابه ثعبان في ألما داغ. ووفقاً لوداد جون يول فإنه أراد تحقيق رغباته التي كان يعيشها في أحلامه على أرض الواقع وهذا أمر طبيعي. ويوافق فكرت أورجوب على كلام وداد جون يول حول الفترة الأخيرة لسعيد فائق. ويقول أنه تخلص من القوالب القديمة للحكاية وأصبح سريالياً.
سعيد فائق الذي جرب العديد من التجديدات في العصر الأوسط، لم يكتفِ بهذا القدر من التجديدات حتى تلك الفترة، وجرب أنماطاً مختلفة في ثعبان في ألما داغ. ونظر إلى المجتمع والطبيعة من زوايا لم ينظر إليها. وعلاوة على ذلك فإن الكاتب بدأ كتابة بعض المشاعر الخاصة من باب التغير بشعر عثماني وأسلوب متهور. ووفقاً لفتحي ناجي فإن سعيد فائق غير نمطه في القصة مرة أخرى حتى يستطيع أن يشرح موضوعات المثلية الجنسية التي يرغب بشرحها وتخلى عن التفاصيل واتجه نحو استخدام الخيال. وبهذا فقد اقترب الكاتب في تلك الأيام من صفة «الكاتب السريالي» مبتعدا عن صفة «الكاتب الواقعي» التي حملها قبل ذلك. وارتبطت فترة التغيير التي صاحبت مرضه بتليف الكبد وموته الوشيك الذي دفعه لليأس الناجم عن اللامبالاة وضغوط المجتمع وخوفه من فقدان الاحترام ببعض الانتقادات. وفي المرحلة الأخيرة ظهرت خاصية مشتركة في قصصه وهي وجود بطل واحد لجميع حكاياته وعدم وجود شخصيات أخرى. وبطل معظم هذه الحكايات كان بانجو. وظهر بانجو أمام القارئ لأول مرة في قصة «هذه حكاية». وكان بطلا لكثير من القصص مثل الوحدة التي أبدعها الإنسان، وحلم بانجو، وثعبان في جبل ألما. ونرى أنه على الرغم من وجود سمة الحب في كتاباته إلا أننا نرى كرهه لمدينة إسطنبول. ويُرى أن سبب هذا التغيير موقف عباسي يانيق من المجتمع من حيث ضغوط المجتمع ومدى مفهوم الاخلاق. وكان الكاتب في المرحلة الأولى يكتب عن حب الإنسان أما في المرحلة الأخيرة كانت يكتب عن اليأس وكرهه لمدينة إسطنبول موضحا ذلك كالآتي: ”قد ملئت الوحدة العالم، يبدأ حب كل شيء بحب إنسان. وهنا ينتهي كل شيء بحب إنسان.“

### الرواية
كان لسعيد فائق روايتان أتم كتابتهما بتاريخ 18 يوليو عام 1940 هما بعض الناس، والبحث عن الغائب، ونشرت بعض الناس في عام 1944 والبحث عن الغائب في عام 1953. وقد صرح الكاتب في جريدة المساء بتاريخ 11 نوفمبر 1949 وذلك بعد مصادرة روايته الأولى بقوله: "أخرجت كتاب باسم بعض الناس ولأني لم أرَ الحياة كالمسحوق البمبي أدفع نقود المحكمة. الحزن أيضا على جهدي. كان أبطالي في طريقهم إلى السجن من أجل الراحة. وهذا هو السبب." وقد لفت فتحي ناجي الانتباه أن عمل عباسي يانيق ليس رواية وإنما حكاية وقد تساءل ما إذا كان هذا الموضوع كان بالصدفة أو متعمداً. وذلك بسبب أن نجاح محاولته في تلك الرواية الأولى كان محل نقاش. وفقاً لهذه الحكاية فإنها كانت من النوع الطويل، ولم يكن سعيد فائق في مزاج جيد ليكتب هذا النوع من الرواية التي تتطلب العمل لفترة طويلة وباستمرار وتوجب كذلك القدرة على الإنشاء. كما أنه لم يكن يستطيع التركيز فترة طويلة.
كتبت رواية بعض الناس في أربعة أقسام وكل قسم مستقل عن الآخر وبُنيت الرواية على أحداث تصادفية. وكمثال لمشكلة التركيز لدى الكاتب فقد ذكر اسم بطل الرواية في الجزء الأول والثاني باسم فخري، وذكر في الجزء الثالث باسم نجمي. (تم تصحيح هذا الخطأ من بعد الطبعة الثانية). لم يستطع عباسي يانيق أن يرتبط بالشكل في العمل، وكان يقطع الأحداث من آن لأخر. وعلق طاهر ألانجو على هذا العمل أنه مسودة ظهرت من جمع حكايات مقطوعة لأشخاص قابلهم من آن لآخر مرتبطين بنفس البيئة مع روابط ضعيفة لا تفيد معنى الرواية الكامل." أما وداد جون يول فقال " لا تُعد الرواية التي باسم بعض الناس تجربة تنكس وجه سعيد فائق بشكل كبير. والرواية مكونة من مشاهد معقدة. لأن الأشخاص الذين مثل فخري تظهر لنا حياتهم في شرائط نصف مكسورة."
نجح الكاتب في الرواية الثانية بكثير من حيث السرد. ويُرى أن عباسي يانيق كان أكثر حذراً في تحرير تلك الرواية. ويُدعى أن جعل البطلة نفين صاحبة بينة ذكورية أنها تمثل الكاتب. وإن كان هذا العمل يعتبر بمثابة خطوة جديدة في عالم الرواية بالنسبة لسعيد فائق فإنه لم يخطُ خطوات متقدمة في هذا النوع الأدبي الذي يحتاج إلى تحمل ووقت وهو ما لا يتوفر في سعيد فائق. وفي هذا الصدد تُقبل تجارب سعيد فائق في الرواية كتطويل للحكاية.

### الشعر
تحمل أشعار سعيد فائق الطابع القصصي. وأول شعر كتبه عباسي يانيق كان منذ طفولته وخبأه حتى من أصدقائه. نُشرت أول قصيدة له «الحمال» بجريدة «مكتب» في 21 يناير عام 1932. ومن المعلوم أيضاً إرسال الكاتب لثلاث قصائد لمجلة «مشعله» في عام 1928. وتعكس هذه القصائد الثلاثة شكل ومحتوى هذه الفترة. وقد كُتبت تلك الأشعار بوزن الهجا. وتظهر تأثيرات فاروق نافذ ونجيب فاضل في تلك الأشعار. وتوجد ثلاث قصائد لم تنتشر في حياته ونشرت بعد موته بمجلة الوجود.
عباسي يانيق الذي ترك كتابة الشعر مدة طويلة، انتقد الشعراء الذين يكتبون بوزن الهجا مثل فاروق نافذ وأورخان سيفي أورخان ويوسف ضياء أورتاش. أما في عام 1939 بدأ بنشر الشعر مرة أخرى. ونشر أشعاره في الصحف والمجلات المختلفة حتى نشر لا أستطيع القول بمجلة هكذا في عام 1944. وآخر عمل شعري له كان الآن وقت تبادل الحب. وظهر كتاب بنفس هذا الاسم عام 1953.

### صناعة الأفلام ومحاولة كتابته للمسرحيات
سعى سعيد فائق إلى إنشاء شركة أفلام مع مجموعة من أصدقائه هم أيفر فيري وأوزدمير عاصف ومانجو أرتل. ووفقاً للخطة فإن كل شريك سيدفع ألف ليرة لدخول الشركة. وكان سعيد فائق سيكتب ثلاثة قصص تحول إلى سيناريو أما مانجو أرتل فسيصور الفلم. وقد قرر سعيد فائق أن يكون استديو شركة بورجاز للأفلام في الدور العلوي من شقته التي في شيشلي. ولكن في تلك الفترة مرض سعيد فائق ونقل إلى المستشفى وتوفي قبل أن تنفذ الفكرة. وقد كانت رغبة سعيد فائق في تصوير فلمٍ معروفة من قبل. وقد قال فكرت أورجوب بعد وفاة سعيد فائق أن الكاتب كان يخطط لتصوير فيلم سريالي معتمداً على أول ثلاثة قصص من كتاب ثعبان في جبل ألما.
وجدت مسودتي مسرحيتين من بين المسودات التي في أرشيف سعيد فائق. واسم أول تلك المسودات ساول ويعتقد أنها مترجمة. أما المسرحية الثانية فهي باسم حفظ الصحة وفي آخر الدفتر قواعد اللغة الفرنسية التي استخدمها الكاتب عندما كان في غرونوبل.
يعرف عرض الكاتب على أصدقائه أمثال جاهد ارجات وصباح الدين قدرت أكصال كتابة مسرحية مشتركة. ولكن تلك الخطة لم تتحقق أبداً. ووفقاً لرجب بيلجنار فقد قال الكاتب أثناء أحد مجالس الحديث أن أسلوبه يمكنه من كتابة المسرحية لكنه لا يستحسن الكتابة الطويلة.

### ترجماته
قام سعيد فائق بترجمة الكثير من الأعمال من اللغة الفرنسية. وترجم أعمال بعض الكتاب مثل أندريه جيد وليام أفلاهرتي، وقد اعتُقد أنها أعماله لفترة طويلة ثم ظهر بعد ذلك أنها ترجمات. وفي الفترة التي بين 2 مايو و 25 مايو 1948 ترجم سعيد فائق بعض القصص التي نُشرت بجريدة الحرية مثل قطار عجيب، والسعادة، وتحت الأجل، وحكاية حمار، ووجع الأسنان، والمسامير، وساعة فضية، وحبيب فينوس وبعد عدة سنوات تم نشرها في كتاب واحد باسم قطار عجيب. وقد ذُكر في كتاب قليل السكر الذي نُشر في عام 1954 بعد موت الكاتب أن قصتي قطار عجيب والساعة الفضية من أعمال الكاتب، وصُحح هذا الخطأ بعد ذلك. وعلاوة على ذلك فإن سعيد فائق الذي ترجم الرواية الفرنسية L'homme qui Regarde Passé les Trains وسماها بقطارات منتصف الليل ونُشرت في مجلة سبعة أيام بين 1 ديسمبر 1949 و 27 يوليو 1950. وقد طبع الكاتب هذه الترجمة عام 1954 باسم الحرص على الحياة في مجلة فارليك.

## تأثيره
تطور نوعان من القص في الأدب التركي في الفترة بين عامي 1950-1960. وأول نوع هو الذي وضعه الفنانون الاشتراكيون، بينما النوع الآخر كانت القصص التي تنفتح على العالم الداخلي للفرد وتفهم أصله ونشأته. وكان سعيد فائق من الشخصيات الرائدة في النوع الثاني وكان أسلوبه بعيدا عن الشجن ويمتاز بجودة التعبير. وأثر عباسي يانيق في الكتاب الذين جاءوا من بعده. وكمثال على الذين تأثروا بسعيد فائق في كتابة القصة القصيرة أوكتاى اِقبال ثم عمر سيف الدين وصباح الدين علي. وشارك الشاعر التركي الهان برك في مؤتمر الذكرى الخمسين لوفاة سعيد فائق وقال في خطابه المعنون باللغة لدى سعيد فائق أنه هدم تقنيات القص القديم وأبدع نظاماً جديداً أثر بلغته الشعرية على كُتاب مرحلة التجديد الثانية مثل فريد اِدجو ودمير أُوزلو. كما ادعى الشاعر أجا أيهان هو الآخر أن كتاب الشعر المسمى الآن وقت تبادل الحب كان له تأثير كبير على جمال ثريا وسازائي كاراكوش. تم تصوير رواية بعض الناس كفيلم اسمه الملاك الباكي في عام 1970 من قبل صفاء أونال. ولعب دور البطولة في هذا الفيلم توركان شوراي وأكرم بورا. وكتب سيواش دينشل مسرحية يمثلها بطل واحد باسم «إنها قصة» للمتحمسين لمعرفة قصة حياة سعيد فائق. وقد عُرضت هذه المسرحية بتوجيه من ماجد كوبر أول مرة في عام 1993 بواسطة دينشل في مسرح مدينة إسطنبول. أما أيفر تونش فقد كتب سيناريو باسم «غيمة في الهواء» معتمداً على قصص سعيد فائق. وهذا السيناريو عُرض أول مرة على شكل فيلم في مؤسسة الإذاعة والتلفزيون التركية. ومنذ عام 1978 تقام ذكرى وفاة سعيد فائق أول يوم أحد بعد 11 مايو بجزيرة بورغاز. وأيضا في هذا اليوم تُمنح جائزة سعيد فائق لصاحب أفضل قصة قصيرة لهذا العام.

## جائزة القصة القصيرة لسعيد فائق
حضر سعيد فائق في آخر حياته مختلف الحفلات النهارية. وواحدة من هذه الحفلات كانت بثانوية دار الشفقة. كان ضيف الاجتماع الأول بالمدرسة الثانوية فاضل حسني داغلرجه وضيف الاجتماع الثاني سعيد فائق. وبعد الحفلة النهارية تجول في المدرسة وعندما عاد إلى البيت فكر في توفير فرصة جيده للأيتام وكلف أمه بالتبرع بممتلكاته لدار الشفقة.
بعد موت سعيد فائق في 8 نوفمبر عام 1954 تركت أمه معظم الأصول المالية في الوصية المعدة وحقوق تأليف أعمال الكاتب لهذه الجمعية. وتوجد مادة في الوصية تنص على أنه في كل عام تتألف هيئة محلفين من كبار الأدباء لاختيار أفضل قصة مكتوبة ويمنح صاحبها مكافأة من أموال سعيد فائق ومقبولة هانم (والدته).
مُنحت الجائزة أول مرة في عام 1955. وقد كانت الجائزة المالية حتى عام 1960 من نقود إصدارات الوجود (مكتبة فارليك). وقد حدث انقطاع للجائزة من عام 1960 إلى 1963. وبعد وفاة والدته أصبحت تُمنح بشكل منتظم من عام 1964 من قبل جمعية دار الشفقة.

## متحف سعيد فائق عباسي يانيق

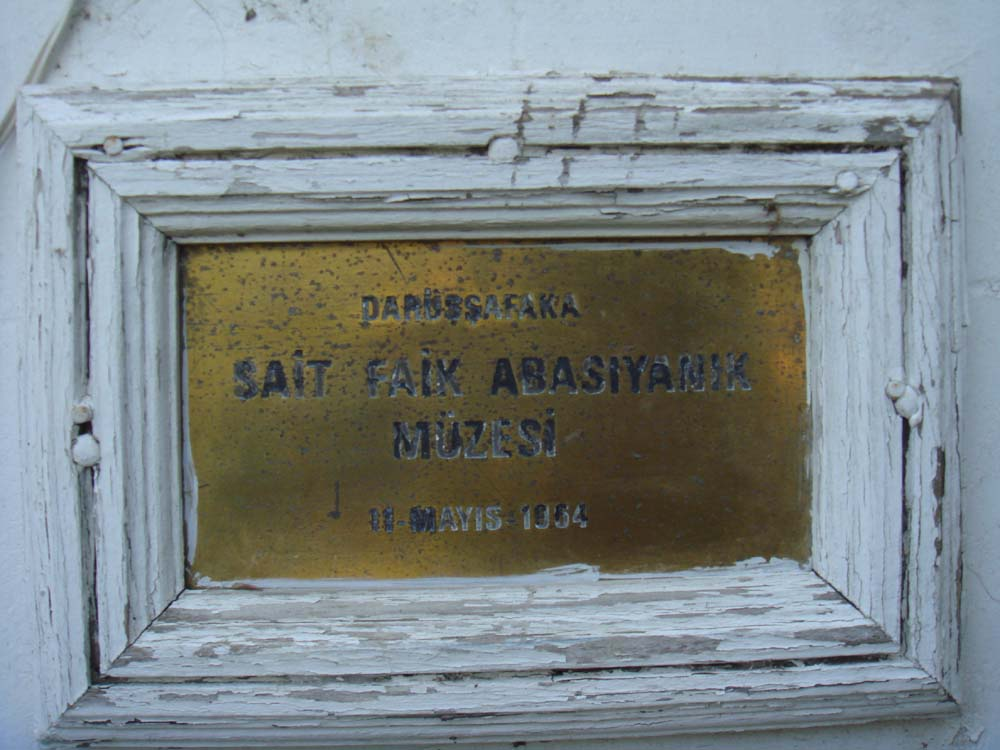
متحف سعيد فائق

استمرت حياة مقبولة هانم أم سعيد فائق بعد وفاة زوجها محمد فائق في جزيرة بورجاز. وكان الكاتب يقيم مع والدته بالجزيرة في الصيف، أما في الشتاء فكان يقيم بمدينة شيشلي. بعد ظهور المرض على عباسي يانيق قضى السنوات العشرة الأخيرة من حياته بقصره في الجزيرة.
بعد وفاته تم تحويل منزله الموجود بجزيرة بورجاز بشارع تشاير (المرج) رقم 15 إلى متحف بناءً على طلب والدته. افتتح المتحف يوم 22 أغسطس عام 1959. ولا تُؤخذ رسوم دخول للمتحف ويقدم المتحف الخدمة كل يوم ماعدا أيام الإثنين.
تسبب افتتاح المتحف بانتشار الجدل في عالم الأدب. حيث انتقد أورخان سيفي أورخان أنه بينما يوجد العديد من الكتاب ذوي الأهمية في الأدب التركي بدأ الأمر بسعيد فائق، ولقد رد عزيز نيسين على هذا النقد في مقالٍ موضحاً أهمية إنشاء هذا المتحف ومؤكداً على أنه سيكون رائداً في عالم الأدب.

## بعض أعماله
| - براد الشاي - الصهريج - الحفار - الرجل عديم الجدوى - مقهى الحي - سحابة في الهواء - شركة - مقدمة الحوض - أخر الطيور - ثعبان في جبل ألما - قليل السكر - الفتى الذي في النفق | - الآن وقت تبادل الحب - بعض الناس - البحث عن الغائب - الحرص على الحياة لجورج سيمنون - باب المحكمة |